# Kurialien

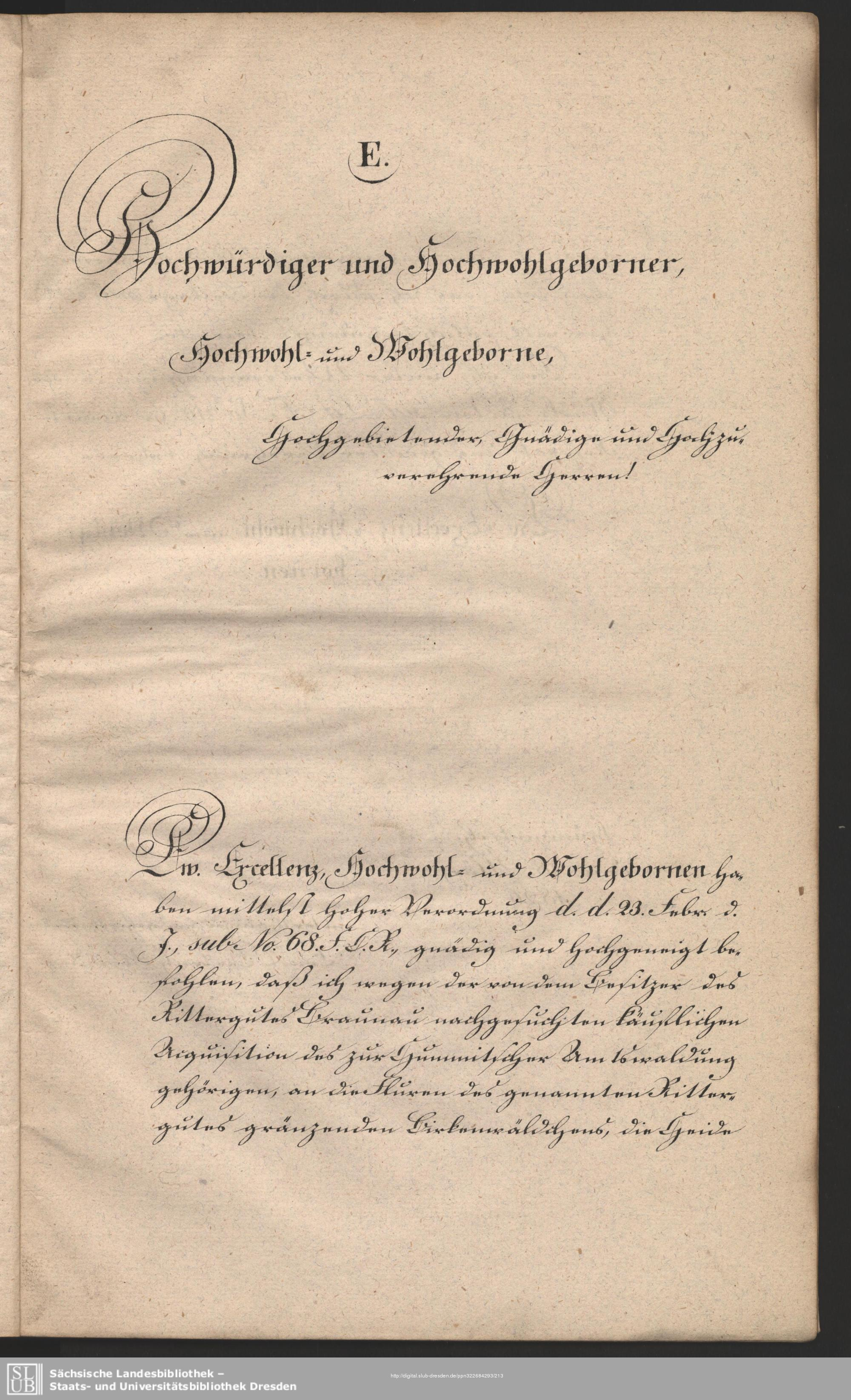
Ein lithographiertes Muster für die Einleitung eines förmlichen Briefs von Adolf Nitsch 1827.

Als Kurialien bezeichnete man bis in das 19. Jahrhundert die Titel, Anredeformen und formellen Schlusssätze in förmlichen Briefen. Der Begriff „Kurialien“ leitet sich vom Ausdruck „Stylus Curiae“ her, dem Schreibstil der Höfe (‚curia‘) und ihrer Behörden.
Die Kurialien waren Bestandteil des Kanzleizeremoniells bzw. Hofzeremoniells, das unter anderem die Rangordnung der an Regierungs- und Amtshandlungen beteiligten Parteien und Personen festlegte. Sie beschrieben darin das Rangverhältnis, in dem der Schreiber glaubte, zum Adressaten zu stehen.

## Regeln
Die Kurialien bestanden aus einem umfangreichen Repertoire von Titeln und Anredeformen. Der Umgang mit ihnen war äußerst heikel, weil sie eine genaue Kenntnis des diplomatischen Zeremoniells zwischen den zahlreichen souveränen Staaten und Landesherrschaften, der Rangordnung der Stände und der Amtshierarchien sämtlicher Regierungs- und Verwaltungsbehörden des Reichs erforderte. Darüber hinaus erweiterte und veränderte sich der Fundus der Anredeformen laufend in einem inflationären Modus: Sobald eine Person von einer höherrangigen Person mit einer höheren Anredeform als der ihr zustehenden angesprochen wurde, erhoben andere Gleichrangige darauf ebenfalls Anspruch. Ihre Anwendung war schwierig, weil es für sie nur grobe und keine allgemein verbindlichen Regeln gab, sodass in der Praxis immer die Gefahr bestand, einen protokollarischen Missgriff zu begehen. Kanzleien orientierten sich hauptsächlich an Präzedenzfällen, die in Titularbüchern gesammelt wurden.
Die Wahl der Anrede hing davon ab, ob und wie weit die angesprochene Person in der ständischen Ranghierarchie über oder unter dem Schreiber stand. Dabei stand es dem Schreiber frei, auf welcher Rangstufe er den Adressaten situierte, solange sie nicht zu niedrig oder zu hoch gewählt wurde. Wie hoch der Adressat zwischen erlaubtem Minimum und Maximum eingestuft wurde, hing vom Rangabstand, von den Umständen, vom Zweck und von der Dringlichkeit des im Brief geäußerten Anliegens ab. Frauen wurden immer mit einer höheren als der ihrem Stand zustehenden Anrede bedacht.
Neben dem Geburtsstand mussten auch die Funktionen der Adressaten berücksichtigt werden. So wurde etwa ein Freiherr im Ministerrang höher eingestuft als ein Graf ohne nennenswerte Ämter. Wie weit Ämter ihre Träger aufwerteten, war nicht festgelegt. Es musste aber berücksichtigt werden, dass etwa ein kaiserlicher Minister im Rang über dem eines königlichen oder herzoglichen Ministers stand.
Beispiel: Der Herzog von Sachsen-Weimar adressierte den Fürsten von Kaunitz-Rietberg nicht mit der ihm zukommenden Anrede Durchlauchtig Hochgeborener Fürst, sondern mit der höheren Anrede Durchlauchtiger Fürst, vermutlich deshalb, weil es sich bei dem Angesprochenen um den mächtigen österreichischen Staatskanzler Wenzel Anton von Kaunitz handelte.
Briefe mit fehlerhaften Kurialien wurden an die Absenderkanzlei zurückgeschickt. Oft erfolgte die Rücksendung unkorrigiert und kommentarlos, weil der Grund für eine zu niedrige Einstufung nicht nur ein Kanzleifehler, sondern auch eine Provokation gewesen sein konnte.

### Titel
Regierende Souveräne (Reichsfürsten, reichsständische Grafen, Könige und der Kaiser) stellten in feierlichen Briefen ihre Herrschertitel an den Beginn. Dem Titel folgte ein Gruß.
Beispiel: Von Gottes Gnaden, [N.N.], Bischof zu Speyer, Propst zu Weissenburg und Odenheim, des H. Röm. Reichs Fürst. Unsern gnädigsten Gruß zuvor,
Die Gestaltung des Grußes hing vom Rang des Adressaten ab. War der Empfänger ebenfalls im Fürstenstand, so konnte der Gruß lauten: Unsre freundliche Dienste, und was Wir sonst mehr Liebes und Gutes vermögen, zuvor. Danach folgte die Anrede.
Die Kaiser und Könige verwendeten die Herrschertitel in Kanzleischreiben an Gleich- und Niedrigrangige, die übrigen Reichsfürsten nur gegenüber nichtsouveränen Personen und Körperschaften. Das Pronomen ‚Wir‘ durften nur der Kaiser und Könige dem Titel voranstellen.

### Anrede
Jeder Brief wurde mit einer Anrede eingeleitet. Darin wurden die Adressaten gegebenenfalls mit ihrem höchsten Titel, in jedem Fall aber mit mindestens einem Ehrenwort angesprochen. Im Gegensatz zu den Titeln bestand auf sie kein Rechtsanspruch. In der Anwendung kam ihnen trotzdem eine mindestens ebenso große Bedeutung zu. Je nach Rang des Empfängers wurde darunter ein mindestens drei Finger breiter Abstand eingefügt. In Briefen an den Kaiser konnte dieser Abstand zwei Handbreiten betragen.
Häufig gebrauchte Ehrenwörter waren: lieber, geehrter, hochgeehrter, ehrenfester, verehrungswürdige/r (für Eltern), gestrenger, vester, edler, wohledler, hochedler, wohledelgeborener, ehrwürdiger, wohlehrwürdiger, wohlverordneter (für Beamte), hochverordneter (für höhere Beamte), gnädiger, gnädigster, hochwürdiger (für höhere Geistliche), hochwürdigster (für Bischöfe), hochzuehrender, hochzuverehrender, wohlgelarter (für Akademiker ohne Doktorat), hochgelarter (für Doktoren), hochedelgeborener, wohlgeborener, hoch und wohlgeborener, hochwohlgeborener, hochgeborener, durchlauchtig hochgeborener, durchlauchtiger, durchlauchtigster, allerdurchlauchtigster großmächtigster und unüberwindlichster (für den Kaiser). Sie konnten durch Beifügungen wie insonders, besonders, höchst, viel, hoch und sehr gesteigert werden.
Die Anrede Liebe/r… wurde nur gegenüber Niedrigrangigen gebraucht und bedeutete eine Herabsetzung, wenn sie nicht von engen Freunden oder regierenden Fürsten gebraucht wurde. Die Anrede Herr wurde generell von Niedrigrangigeren gegenüber Höherrangigen verwendet. Für besonders hochgestellte Persönlichkeiten, etwa hohe Adelige in hohen Ämtern oder Fürsten, konnte die Anrede Herr verdoppelt werden (Durchlauchtigster Kurfürst und Gnädigster Herr, Herr). Ein Adressat konnte abgewertet werden, indem die Anrede mit dem Nachnamen des Angesprochenen verbunden wurde (Wertester Geheimer Rat N.N. statt Wertester Geheimer Rat). Je niedriger der Rang des Schreibers gegenüber dem des Empfängers war, umso höher wurde der Empfänger über dem Minimum eingestuft.
Beispiele:
- Für Fürsten galt als Minimalstufe die Anrede Hochgeborener Fürst. Sie wurde von Königen und Kurfürsten verwendet. Bürgerliche adressierten Fürsten meistens mit der Anrede Durchlauchtigster Fürst.
- Freiherrn wurden von Fürsten auf der Minimalstufe Wohlgeborener Freiherr angesprochen. Grafen verwendeten die niedrigere Anrede Hochwohlgeborener Freiherr, während Bürgerliche die Anrede Hochgeborener Freiherr wählten. (Die Anrede durchlauchtig hätte bei Freiherren das Maximum überschritten, weil sie ausschließlich Fürsten zustand.)
- Ein Beispiel einer besonders sorgfältig ausgearbeiteten Anredeformel in einem Brief des Fränkischen Kreises an das Reichskammergericht illustriert die ausufernde Komplexität der Anredekurialien, wenn sich ein Brief zugleich an mehrere verschiedenrangige Personen richtete:

„Denen hoch- und wohlgebohrnen, edlen, vesten und hochgelahrten, dann respective hochgebohrnen, wohl und hochedelgebohrnen respective Ihro Röm. kayserlichen und königlichen catholischen Majestät verordneten würklichen geheimen Räthen, dann des löblich kayserlichen und Reichs-Cammergerichts zu Wetzlar, hochverordneten Cammerrichter, Präsidenten, und Beysitzern unsern besonders lieben Herren und lieben Besonderen, dann hochgeehrtest auch respective freundlich vielgeliebten und hochgeehrten Herrn Vettern, dann hoch- und vielgeehrten, wie auch weiters respective insonders hochgeneigt und hochgeehrtesten Herren.“

In der Sphäre der Souveräne des Hl. Römischen Reichs gaben die Anredekurialien die Komplexität der politischen Verhältnisse wieder. Die geringste Abweichung von den üblichen Formeln konnte zu ernsten Verstimmungen führen.
Beispiele:
- Sofern ein regierender Graf Inhaber eines Lehens war, das sich auf dem Territorium eines Reichsfürsten befand, wurde er von diesem als Vasall behandelt und somit nicht als Hochgeborener Graf, sondern mit der niedrigeren Anredeform Hochwohlgeborener Graf angesprochen.[19]
- Protestanten verweigerten Kardinälen die Anrede Eminenz.[20]
- Der Kaiser adressierte den König von Preußen mit:

„Wir, [Name und Titel] entbieten dem Durchlauchtigsten großmächtigen Fürsten, Herrn [Name], König in Preußen etc. Unserm besonders lieben Freunde, Oheim und Bruder, Unsern Freund-Oheim und brüderlichen Willen, Liebe und alles Gute.
Durchlauchtigster, Großmächtigster Fürst, besonders lieber Freund, Oheim und Bruder.“

Im Kontext wurde der König vom Kaiser Euer Liebden (die Anrede von Fürsten für gleich- und niedrigrangigere Fürsten) genannt. Die Wendung besonders lieber (statt lieber) war dem König von Preußen vorbehalten.
- Der König von Preußen antwortete dem Kaiser:

„Eurer Kaiserlichen Majestät sind unsre besonders freundwilligen Dienste, und was wir sonst viel mehr Liebes und Gutes vermögen, jederzeit zuvor.
Besonders freundlich vielgeliebter Herr Vetter und Bruder!“

Die Anreden Bruder, Muhme, Vetter, Oheim und Neffe bezeichneten, wenn sie von Fürsten gebraucht wurden, keine Verwandtschaftsverhältnisse, sondern Rangbeziehungen: Bruder bezeichnete in der Regel Gleichrangigkeit, die anderen mehr oder weniger große Rangunterschiede. Ferner waren in der politischen Korrespondenz die Anreden Lieber Freund und Lieber Nachbar gebräuchlich. Dementsprechend wurden in den Anredesätzen jeweils freundvetterliche, freundnachbarliche usw. Dienste angeboten.
- Das Staatstitularbuch von Christian Lünig und Wilhelm Ludwig Wirth unterschied zwischen 141 Anreden für die wichtigsten Städte des Reichs. Der Magistrat der Residenzstadt Salzburg war von Bürgerlichen wie folgt zu adressieren:

„Denen Hoch-Edlen, Gestrengen, Vesten, Fürsichtigen und Hochweisen Herren Stadt-Syndico, Bürgermeistern und Rath zu Salzburg etc.“

Die Stadt Kassel, ebenfalls Residenz eines Reichsfürsten, hatte Anspruch auf folgende Anrede:

„Denen Hoch und Wohl-Edlen, Vesten und Hochgelahrten, auch Wohl-Ehrenvesten, Großachtbaren, Fürsichtigen, Hoch und Wohlweisen Herren Bürgermeistern und Rath der Fürstlichen Heßischen Residentz und Festung Cassel etc.“

Um Anredekurialien zu vermeiden, wurden Briefe im 18. Jahrhundert häufig in französischer Sprache eingeleitet. Regenten konnten, statt sich des feierlichen Kanzleischreibens zu bedienen, zur formloseren und zugleich persönlicheren Form des Kabinetts- oder Handschreibens greifen.

### Kontextanrede
Mit einigen Titeln und Würden war das Recht auf die Führung eines Anredetitels wie Majestät, Durchlaucht, Exzellenz usw. verbunden. In allen anderen Fällen wurden spezielle Kontextanredeformen gebraucht, die sich nach der in der Anrede gewählten Form richteten.
Häufig gebrauchte Kontextanreden waren: Euer Hochedlen, Euer Wohlgeboren, Euer Hochwohlgeboren, Eure (hochgräfliche/fürstliche/hochfürstliche) Gnaden, Deine/Euer Liebden, Eure Exzellenz, Eure (kurfürstliche/herzogliche) Durchlauchtigkeit, Eure Andacht, Eure Eminenz, Eure (kaiserliche/königliche) Hoheit, Eure (kaiserliche und königliche/kaiserliche/königliche) Majestät.
Sie oder Ihr war nur hoch- und höchstrangigen Personen gestattet. Du war seit dem 17. Jahrhundert nur dem Kaiser, Königen und Kurfürsten gegenüber Personen unterhalb des Grafenstands erlaubt. Um die Wiederholung von Kontextanreden zu vermeiden, wurden Ausdrücke wie Dieselben, Deroselben, Höchstdenenselben oder Allerhöchstdieselben gebraucht.
Der Kurialstil verlangte, dass der Adressat erhöht, der Schreiber sich aber ihm gegenüber herabsetzte. Justus Claproth schrieb dazu 1769: “Es müssen die demüthigsten Ausdrücke gebraucht und alles hervorgesucht werden, was nur auf einige Art den Oberen schmeicheln kann;” Der Empfänger handelte aus Gnade und Gewogenheit, die Schreiber ehrfürchtig, gehorsam, ergeben und hochachtungsvoll. Aus demselben Grund durften Sätze nicht mit Ich beginnen. An Höhere wurde etwa eine Bitte untertänigst gerichtet, an Gleichrangige gehorsam und an Untergebene ergeben. Weitere häufig gebrauchte Ausdrücke, die die Handlungen von Adressaten beschrieben, waren: gnädig(st), allergnädigst, mildest, gerechtest, hochgeneig(tes)t, geneig(tes)t, großmütigst, günstig. Dabei musste eine Form gewählt werden, die zu den in der Anrede gebrauchten Ehrenwörtern passte: An eine allerdurchlauchtigste Person schrieb man alleruntertänigst oder allerdemütigst, an eine gnädige Person aber untertänig oder demütig. Die korrekte Anwendung von Kurialien erzwang damit einen charakteristischen Sprachstil, der Kanzleistil genannt wurde. Sie galten nur als korrekt angewendet, wenn sie in Phrasen eingebettet waren, wie: Eure Exzellenz geruhen/belieben gnädigst sich vortragen zu lassen…, Euer Gnaden ist annoch in unentfallenem geneigtem Andenken… oder Eure Majestät haben allergnädigst geruht zu verordnen….

### Courtoisie, Schlusskompliment
Der Schluss eines förmlichen Briefs enthielt ein Dienstangebot, Glückwünsche, eine Bitte um weitere Gewogenheit, eine Gnadenversicherung und dergleichen. Häufig wurde sie vom Absender in einer von einem Kanzlisten ausgefertigten Reinschrift mit eigener Hand angefügt.
In Schlussformeln häufig gebrauchte Ausdrücke waren: alleruntertänigst allergehorsamst (an den Kaiser), demütig, dienstwillig, dienstergeben, dienstwilligergeben, gehorsam, untertänig, gehorsamuntertänig, treugehorsam, verbindlich, treuverbindlich, ergeben, treuergeben, angelegen, inständig, flehentlich, schuldig, pflichtschuldig, geziemend, gebührend, gehörig, rechtlich. Die meisten dieser Ausdrücke konnten gesteigert werden: demütigst, dienstwilligst usw.
Beispiele:
- In Briefen an Bürger unterschrieben Gleichrangige etwa mit: Euer Wohlgeboren gehorsamster/ergebenster/dienstwilliger Freund und Diener[38]
- In Briefen an Grafen unterschrieben Fürsten: des Herrn Grafen freundwilliger Freund, Freiherren und unbetitelte Adelige: Euer Hochgeboren dienstergebenster, Bedienstete und Untertanen des Grafen: Euer hochgräflichen Gnaden untertänigster
- Der Kaiser schrieb an niedrigrangige Untertanen: … und verbleiben Dir mit kaiserlichen Gnaden gewogen.
- In Briefen von Untertanen an Fürsten hieß die typische Wendung: … und ich übrigens bis in die Grube zu dero allerhöchsten kaiserlichen Füßen/in dero kurfürstlichen Hulden zu ersterben erseufze.

Frauen unterschrieben mit ehrendienstwillige oder zu Ehrendiensten ergebene und ersetzten untertänig durch demütig. Souveräne nahmen gegenüber Gleichrangigen ihre Herrschertitel in das Schlusskompliment auf.

## Kritik und Abschaffung
Etwa seit der Mitte des 18. Jahrhunderts nahm das Verständnis für die Kurialien in der kritischen Öffentlichkeit und in Teilen der Beamtenschaft rasch ab. Zugleich wurden sie immer öfter Gegenstand heftiger und polemischer Kritik. Zu den schärfsten Kritikern gehörten prominente Vertreter des kulturellen Lebens der Aufklärung wie Christoph Adelung, Joseph von Sonnenfels und Leopold Friedrich Günther von Goeckingk. Die erste Abschaffung der Kurialien gelang Friedrich Struensee 1771 in Dänemark. Ab 1779 wurde in Preußen der große Königstitel auch in feierlichen Dokumenten nicht mehr verwendet. In der Habsburgermonarchie schaffte Joseph II. die Kurialien in der bisherigen Form 1782 ab und ersetzte sie durch reduzierte und vereinfachte Anredeformen. In Preußen scheiterte 1800 eine gemeinsame Initiative Friedrich Wilhelms III. und Karl Augusts von Hardenberg zur Vereinfachung des Kurialstils am Widerstand des Staatsrats. Erst 1810 wurden die Kurialien auch in Preußen abgeschafft. In der Begründung hieß es:

„Wir wollen, daß der bisher noch immer beibehaltene Curialstil, welcher nichts anders ist, als der Stil des gemeinen Lebens längst verflossener Zeiten, […], durchgängig abgeschafft und von jeder Behörde in dem gegenwärtigen Stil des gemeinen Lebens, sowohl an Obere, als an die auf gleicher Stufe stehenden und untergebenen Behörden und Personen geschrieben und verfügt werde, wie es in den mehresten andern Staaten geschieht, ohne der Autorität das Mindeste zu vergeben. […] Folgsamkeit und Achtung müssen sich die verwaltenden und urtheilenden Behörden durch den bei ihnen herrschenden Geist, durch ihre Handlungsweise, und wenn es nöthig ist, durch die ihnen zu Gebote stehenden Mittel zu verschaffen wissen, nicht durch veraltete, leere Formen.“

In der Praxis blieb der alte Kurialstil sowohl in der Habsburgermonarchie als auch in Preußen noch viele Jahre lang weiterhin gebräuchlich.